# Сангвинето
Сангвинето (итал. Sanguinetto) је насеље у Италији у округу Верона, региону Венето.
Према процени из 2011. у насељу је живело 3697 становника. Насеље се налази на надморској висини од 13 м.

## Становништво
Према резултатима пописа становништва 2011. у општини је живело 4.140 становника.
| 1931. | 1936. | 1951. | 1961. | 1971. | 1981. | 1991. | 2001. | 2011. |
| ----- | ----- | ----- | ----- | ----- | ----- | ----- | ----- | ----- |
| 3.239 | 3.471 | 3.777 | 3.591 | 4.144 | 4.419 | 4.205 | 3.998 | 4.140 |